# Kauf MICH!
Kauf MICH! ('¡Cómprame!' en alemán) es el octavo álbum de estudio de la banda alemana de punk-rock Die Toten Hosen. Fue lanzado al mercado el 10 de mayo de 1993 y se extrajeron de él cuatro sencillos: Sascha... ein aufrechter Deutsch, Wünsch DIR was, Alles aus Liebe y Kauf MICH!. Se trata de un álbum conceptual en el que todas sus canciones tienen como leitmotiv el consumismo, las relaciones personales en la sociedad moderna y el ultraconservadurismo. El disco llegó al número uno de la lista alemana de ventas de discos. Como el resto de los discos de Die Toten Hosen, Kauf MICH! fue remasterizado y relanzado en 2007.

## Lista de canciones
1. Umtausch ausgeschlossen! ("¡No se admiten devoluciones!") − 2:18 (música: Rohde / letra: Frege)
2. Niemals einer Meinung ("Nunca de la misma opinión") − 3:44 (Frege / Frege)
3. Hot-Clip-Video-Club − 4:01 (Rohde / Frege)
4. Willkommen in Deutschland ("Bienvenido a Alemania") − 3:56 (Breitkopf / Frege)
5. Drunter, drauf & drüber ("Encima, sobre y debajo") − 3:02 (Frege, Müller / Frege, Müller)
6. Erotim-Super-3-feucht ("Erotim-Super-3-húmedo") − 0:31 (sketch con Gerhard Polt y Gisela Schneeberger; dirección: Hanns Christian Müller)
7. Kauf MICH! ("¡Cómprame!") − 3:30 (Breitkopf / Frege, Müller)
8. Die Homolka Kettensäge ("La motosierra Homolka") − 0:36 (serie de sketches; dirección: Hanns Christian Müller)
9. Sascha … ein aufrechter Deutscher ("Sascha... un alemán de verdad") − 2:34 (Frege, Müller / Frege, Müller)
10. Gewissen ("Seguro") − 2:41 (Breitkopf / Frege, Müller)
11. Gute Reise ("Buen viaje") − 5:04 (von Holst / Frege)
12. Alles aus Liebe ("Todo por amor") − 4:34 (Frege / Frege)
13. Wünsch DIR was ("Desea algo") − 4:15 (Meurer / Frege / Intro cantada por el coro infantil "Mosquito" de la escuela de música de Meerbusch)
14. Mein größter Feind ("Mi mayor enemigo") − 3:08 (von Holst / Frege)
15. Rambo-Dance ("Baile de Rambo") − 4:09 (Meurer / Frege / voz: Tom Gerhardt)
16. Katastrophen-Kommando ("Comando Catástrofe") − 4:30 (von Holst / Frege)
17. Der letzte Tag ("El último día") − 3:28 (pista oculta)

### Títulos adicionales en la edición remasterizada de 2007
1. Krieg und Frieden ("Guerra y paz") − 4:58  (Meurer / Frege)
2. Im Namen des Herrn ("En nombre del Señor") − 2:08 (Frege / Frege)
3. Auf dem Weg zu Nummer 1 ("En camino hacia el número 1") − 4:01 (Rohde / Frege)
4. 5 Minuten ("5 minutos") − 3:01  (von Holst / Frege)
5. Hilfe ("Ayuda") − 3:24  (von Holst / Frege)
6. Der heiße Draht (Best Of) ("El teléfono rojo") − 6:09